# Bầu cử tổng thống Hoa Kỳ 1956
Cuộc bầu cử tổng thống Hoa Kỳ năm 1956 là cuộc bầu cử tổng thống bốn năm một lần lần thứ 43. Nó được tổ chức vào thứ Ba, ngày 6 tháng 11 năm 1956. Tổng thống Dwight D. Eisenhower đã chiến thắng trước Adlai Stevenson, cựu Thống đốc Illinois mà ông đã đánh bại bốn năm trước đó.
Eisenhower, người trở nên nổi tiếng với vai trò lãnh đạo quân sự trong Thế chiến II, vẫn được nhiều người biết đến. Một cơn đau tim vào năm 1955 làm dấy lên suy đoán rằng ông sẽ không tìm kiếm nhiệm kỳ thứ hai, nhưng sức khỏe của ông đã hồi phục và ông không gặp phải sự phản đối nào tại Đại hội toàn quốc năm 1956 của Đảng Cộng hòa. Stevenson vẫn nổi tiếng trong tập hợp người theo Đảng Dân chủ tự do, nhưng không có chức vụ và không có cơ sở thực sự. Ông đã đánh bại Thống đốc New York W. Averell Harriman và một số ứng cử viên khác trong lá phiếu tổng thống đầu tiên của Hội nghị Quốc gia Dân chủ năm 1956. Stevenson kêu gọi tăng đáng kể chi tiêu của chính phủ cho các chương trình xã hội và giảm chi tiêu quân sự.
Với sự kết thúc của Chiến tranh Triều Tiên và một nền kinh tế vững mạnh, ít ai ngờ rằng Eisenhower sẽ không được bầu lại. Những người ủng hộ tổng thống tập trung vào "phẩm chất cá nhân... sự chân thành, tính chính trực và tinh thần nghĩa vụ, đức tính của một người đàn ông trong gia đình, sự tôn sùng tôn giáo và sự dễ mến tuyệt đối của ông ấy,"  hơn là vào hồ sơ lãnh đạo của ông. Những tuần trước cuộc bầu cử đã chứng kiến hai cuộc khủng hoảng quốc tế lớn ở Trung Đông và Đông Âu, và việc xử lý các cuộc khủng hoảng của Eisenhower đã thúc đẩy sự nổi tiếng của ông.
Eisenhower đã cải thiện một chút về tỷ lệ đa số năm 1952 của ông trong cả tỷ lệ phiếu phổ thông và đại cử tri. Ông đã nâng cao thành tích năm 1952 của mình trong số các đảng viên Dân chủ, đặc biệt là người Công giáo miền Bắc và người miền Nam Da trắng sống ở thành phố. Mặc dù mất Missouri, nhưng Eisenhower đã thắng ở Kentucky, Louisiana và Tây Virginia. Đây là cuộc bầu cử tổng thống cuối cùng trước khi Alaska và Hawaii được kết nạp vào Hoa Kỳ năm 1959, là cuộc bầu cử cuối cùng trong đó bất kỳ ứng cử viên chính nào đã được sinh ra trong thế kỷ 19 và cuộc bầu cử gần đây nhất là cuộc tái đấu giữa các ứng viên của cuộc bầu cử trước đó.